# Łupek

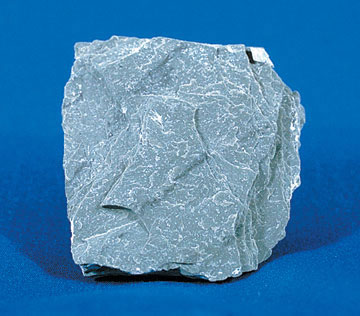

Łupek – dość niejednoznaczne pojęcie opisujące grupę skał, wykazujących dobrą łupkowatość (złupkowacenie). Najczęściej określenie to dotyczy skał metamorficznych (łupek metamorficzny lub też łupek krystaliczny), lecz jest także powszechnie stosowane do skał osadowych o podobnym wyglądzie (łupek osadowy).

Polski termin łupek odpowiada angielskim określeniom shale, slate, schist, niemieckiemu Schiefer lub czeskim břidlice i svor.

Jest to skała o zróżnicowanym składzie i o charakterystycznej teksturze łupkowej. Tekstura łupków osadowych jest spowodowana pierwotnym uwarstwieniem sedymentacyjnym lub wtórnym złupkowaceniem.
Tekstura łupków metamorficznych powstała w wyniku procesów metamorficznych. Łupki metamorficzne powstają zasadniczo w płytszych strefach metamorfizmu. Zwykle przeważa w nich jeden składnik, który nadaje danemu rodzajowi łupka swoje charakterystyczne cechy.

## Podziały łupków
Różne rodzaje łupków wydziela się ze względu na pochodzenie, skład mineralny, zastosowanie, szczególne właściwości lub miejsce występowania. Podane niżej przykłady nie wyczerpują całego bogactwa inwencji geologów i górników.

### Podział ze względu na pochodzenie
- łupki metamorficzne
- łupki osadowe
- łupki gruzełkowe
- łupki plamiste
- łupki zieleńcowe

### Podział ze względu na skład mineralny
- łupki kwarcowe (łupki kwarcytowe)
- łupki kwarcowo-serycytowe
- łupki krzemionkowe
- łupki grafitowe
- łupki serycytowe
- łupki łyszczykowe (łupki mikowe)
- łupki biotytowe
- łupki muskowitowe
- łupki amfibolowe (łupki amfibolitowe)
- łupki glaukofanowe
- łupki aktynolitowe
- łupki sylimanitowe
- łupki chlorytowe
- łupki ilaste, w tym:
  - graptolitowe
- łupki talkowe
- łupki mułowe (łupki mułowcowe)
- łupki margliste
- łupki piaszczyste
- łupki bentonitowe
- łupki bitumiczne
- łupki ropne (łupki parafinowe)
- łupki węglowe
- łupki kennelskie
- łupki sapropelowe

### Podział ze względu na zastosowanie
- łupki ogniotrwałe
- łupki dachówkowe
- łupki osełkowe
- łupki szlifierskie
- łupki miedzionośne
- łupki pirytonośne
- łupki manganowe
- łupki palne

### Podział ze względu na szczególne właściwości
- czarne łupki
- łupki lśniące
- łupki pstre
- łupki czerwone
- łupki zielone
- łupki brunatne
- łupki graptolitowe
- łupki antrakozjowe
- łupki posidoniowe
- łupki walchiowe
- łupki sferosyderytowe
- łupki ałunowe
- łupki menilitowe

### Podział ze względu na miejsce występowania

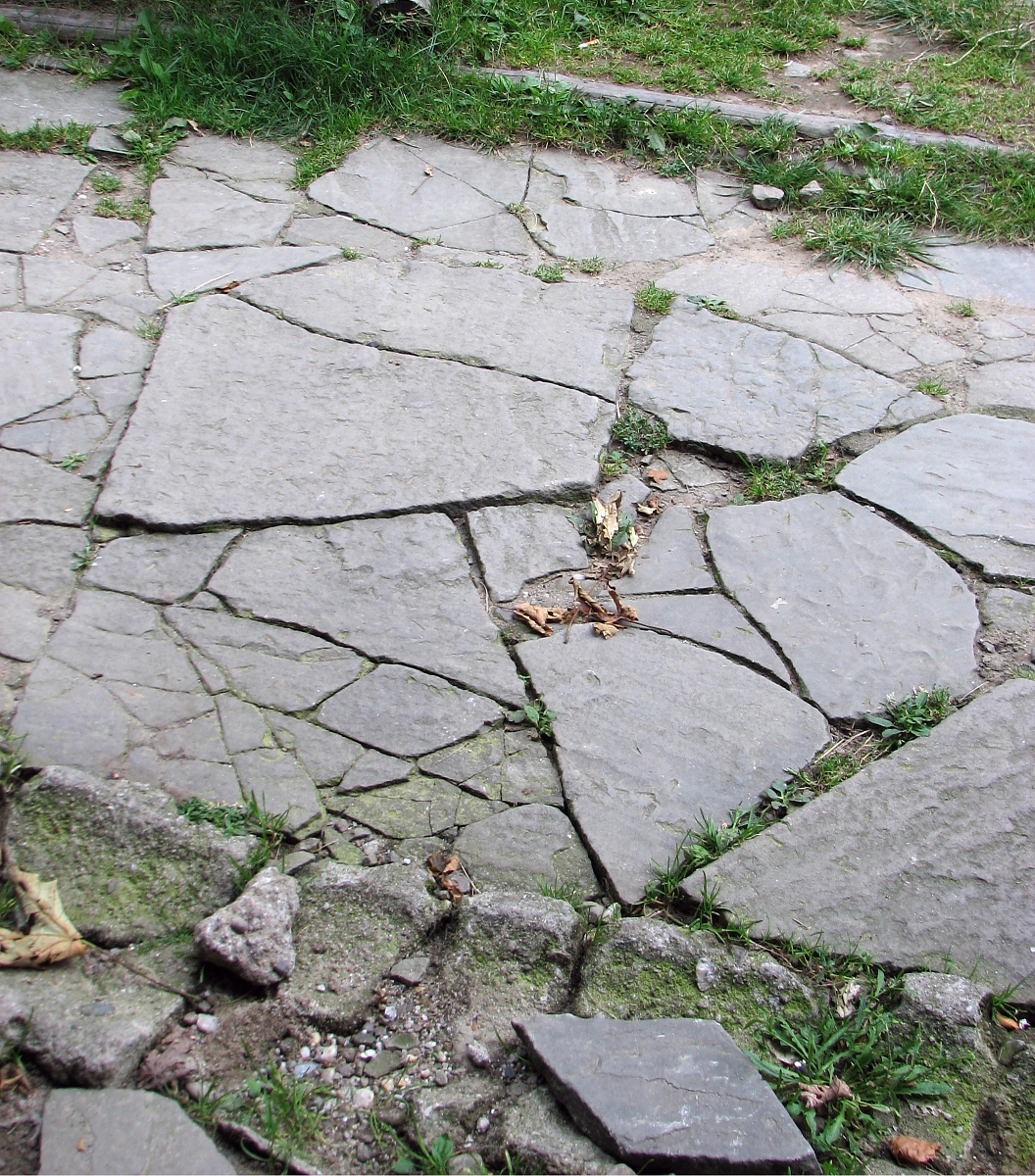
chodnik wykonany z łupka cieszyńskiego

- łupki radzimowickie
- łupki chrośnickie
- łupki mysłowskie
- łupki mikołajowskie
- łupki żdanowskie
- łupki strońskie
- łupki cieszyńskie
- łupki wierzowskie
- łupki godulskie
- łupki istebniańskie
- łupki spaskie
- łupki podmagurskie
- łupki cergowskie
- łupki jasielskie
- łupki grodziskie
- łupki grybowskie
- łupki liwockie
- łupki czarnorzeckie
- łupki ciekockie
- łupki morawickie
- łupki wilkowickie
- łupki zbrzańskie
- łupki zembrzyckie